# 拉甘 (卡爾梅克共和國)
45°23′27″N 47°21′57″E / 45.39083°N 47.36583°E
拉甘（俄语：Лагань）是俄羅斯卡爾梅克共和國東南部的一個城市，距裡海9公里，距離首府埃利斯塔310公里。2002年人口14,435人。
1870年建立，1963年設市。1991年前稱為。